# Выборы в Европейский парламент в Литве (2004)
13 июня 2004 года состоялись первые в истории Литвы выборы депутатов Европарламента. На выборах определились обладатели всех 12 депутатских мандатов Литвы в Европарламенте. Явка на выборах составила 48,32 %. В выборах участвовали 12 партий и коалиций.
Депутаты Европейского парламента избираются сроком на 5 лет в многомандатных избирательных округах, охватывающих всю территорию страны, по пропорциональной избирательной системе путём преференциального голосования.

## Результаты
| Партия                         | Партия                                                        | Оригинальное название                                     | Голоса    | %     | Места |
| ------------------------------ | ------------------------------------------------------------- | --------------------------------------------------------- | --------- | ----- | ----- |
|                                | Партия труда                                                  | лит. Darbo partija                                        | 363 996   | 30,16 | 5     |
|                                | Социал-демократическая партия Литвы                           | лит. Lietuvos socialdemokratų partija — LSDP              | 174124    | 14,43 | 2     |
|                                | Союз Отечества                                                | лит. Tevynes sajunga                                      | 151 833   | 12,58 | 2     |
|                                | Союз либералов и центра                                       | лит. Liberalų ir centro sąjunga                           | 135 601   | 11,23 | 2     |
|                                | Союз партий крестьян и Новой демократии                       | лит. Valstiečių ir Naujosios demokratijos partijų sąjunga | 89 452    | 7,41  | 1     |
|                                | Либерально-демократическая партия                             | лит. Liberalų Demokratų Partija — LDP                     | 82 420    | 6,83  | 1     |
|                                | Коалиция «Вместе мы сильны!» лит. Koalicija „Kartu mes jėga!“ | Избирательная акция поляков Литвы Союз русских Литвы      | 68 937    | 5,71  | —     |
|                                | Новый союз (социал-либералы)                                  | лит. Naujoji sąjunga (socialliberalai)                    | 58 527    | 4,85  | —     |
|                                | Литовские христианские демократы                              | лит. Lietuvos krikščionys demokratai                      | 33 162    | 2,75  | —     |
|                                | Консервативный христианско-социальный союз                    | лит. Krikščionių konservatorių socialinė sąjunga          | 31 061    | 2,57  | —     |
|                                | Партия национального прогресса                                | лит. Tautos pažangos partija                              | 14 294    | 1,18  | —     |
|                                | Национальная центристская партия                              | лит. Nacionalinė centro partija                           | 3 663     | 0,30  | —     |
| Всего                          | Всего                                                         | Всего                                                     | 1.205.704 | 100   | 13    |
| Зарегистрированных избирателей | Зарегистрированных избирателей                                | Зарегистрированных избирателей                            | 2.654.311 |       |       |
| Явка:                          | Явка:                                                         | Явка:                                                     | 1284 050  | 48,38 |       |
| Недействительных голосов:      | Недействительных голосов:                                     | Недействительных голосов:                                 | 76 980    | 6,0   |       |

## Депутаты от Литвы в новом составе Европарламента[1]
- Партия труда —
  - член Государственной комиссии по присмотру за игорными домами Шарунас Бирутис
  - экономист и советник комитета Сейма по бюджету и финансам Дануте Будрейкайте
  - бизнесмен Арунас Дегутис
  - медик Йоланта Дичкуте
  - экономист Она Юкнявичене
- Социал-демократическая партия Литвы —
  - вице-министр иностранных дел Юстас Винцас Палецкис
  - депутат Сейма Алоизас Сакалас
- Союз Отечества —
  - министр по европейским делам Лайма Андрикене
  - депутат Сейма Витаутас Ландсбергис
- Союз либералов и центра —
  - депутат Клайпедского городского совета Эугениюс Гентвилас
  - финансовый аналитик Маргарита Старкявичюте
- Союз партий крестьян и Новой демократии — депутат Сейма Казимира Прунскене
  - депутат Сейма Гинтарас Диджёкас (стал членом Европарламента после отказа Прунскене от мандата)[2][3]
- Либерально-демократическая партия — председатель комитета Сейма по просвещению, науке и культуре Роландас Павилёнис